# Macropelopia tokunagaia
Macropelopia tokunagaia är en tvåvingeart som beskrevs av Ernst Josef Fittkau 1962. Macropelopia tokunagaia ingår i släktet Macropelopia och familjen fjädermyggor. Inga underarter finns listade i Catalogue of Life.